# Guadalajara Open Akron 2023
Guadalajara Open Akron 2023 a fost un turneu de tenis feminin care s-a jucat pe terenuri dure în aer liber. A fost cea de-a 2-a ediție a turneului, un eveniment WTA 1000 din circuitul WTA 2023. S-a desfășurat la Panamerican Tennis Center din Zapopan, Guadalajara, Mexic, în perioada 17-23 septembrie 2023.

## Campioni

### Simplu feminin
Pentru mai multe informații consultați Guadalajara Open Akron 2023 – Simplu

### Dublu feminin
Pentru mai multe informații consultați Guadalajara Open Akron 2023 – Dublu

## Puncte și premii în bani

### Distribuția punctelor
| Probă  | C   | F   | SF  | QF  | R16 | R32 | R64 | Q   | Q2  | Q1  |
| Simplu | 900 | 585 | 350 | 190 | 105 | 60  | 1   | 30  | 20  | 1   |
| Dublu  | 900 | 585 | 350 | 190 | 105 | 5   | N/A | N/A | N/A | N/A |

### Premii în bani
| Probă  | C        | F        | SF       | QF      | R16     | R32     | R64     | Q2     | Q1     |
| Simplu | $412,000 | $242,800 | $125,000 | $57,440 | $28,730 | $16,340 | $11,725 | $6,880 | $3,580 |
| Dublu* | $120,300 | $67,630  | $37,180  | $18,750 | $10,620 | $7,120  | N/A     | N/A    | N/A    |

*per echipă